# Ettenheim
Ettenheim (Hạ Alemannic: Äddene) là một thị trấn nằm ở huyện Ortenaukreis, thuộc bang Baden-Württemberg, Đức.